# Cimeliomorpha
Cimeliomorpha là một chi bướm đêm thuộc phân họ Olethreutinae trong họ Tortricidae.

## Các loài
- Cimeliomorpha cymbalora (Meyrick, 1907)
- Cimeliomorpha egregiana (Felder & Rogenhofer, 1875)
- Cimeliomorpha nabokovi Kuznetzov, 1997
- Cimeliomorpha novarana (Felder & Rogenhofer, 1875)